# المصلوب
قرية المصلوب هي إحدى القرى التابعة لمركز الواسطى في محافظة بني سويف في جمهورية مصر العربية. حسب إحصاءات سنة 2006، بلغ إجمالي السكان في المصلوب 5533 نسمة، منهم 2884 رجل و2649 امرأة.